# Viktring
Viktring (slovinsky Vetrinj) je 13. obvod rakouského statutárního města Klagenfurt am Wörthersee (Celovec) ve spolkové zemi Korutany.
V roce 2011 zde žilo 8 378 obyvatel. Obec je dvojjazyčná, hovoří se zde německy a slovinsky.

## Geografie
Viktring leží jižně od samotného města Klagenfurtu na úpatí vrchu Goritschnigkogel (683 m) u vstupu do Hodišského údolí (Keutschacher Tal). Na severu tvoří odtok Glanfurt (slv. Jezernica) hranici okresů St. Martin a St. Ruprecht. Okres dále hraničí s obcemi Maria Wörth, Keutschach am See, Köttmannsdorf, Maria Rain a Ebenthal in Kärnten.

## Pamětihodnosti
- Cisterciácký klášter Viktring z roku 1142 (působil zde Jan z Viktringu, sektetář českého krále Jindřicha Korutanského a jeho dcery Markéty)